# Клео Меси
Клео Меси (на английски: Cleo Massey) е австралийска актриса и модел.
Най-известна е с ролята си във филма „Н2О просто добави вода“ (в ролята на Ким Сентори).
Има малък брат на име Джоуи, който също участва в някой от епизодите на Н2О.